# Ruttkay Albert
Alsó- és felsőruttkai Ruttkay Albert (névváltozatok: Ruttkay Albert Béla, Ruttkay Béla) (1842 – Houston, Texas, 1888. november 12.) Kossuth Lajos unokaöccse. Az amerikai polgárháború őrnagya az unionisták oldalán, polgári foglalkozása vállalkozó.

## Életútja
Apja, alsó- és felsőruttkai Ruttkay-Nedeczky József (1815-1871), anyja, kossuthi és udvardi Kossuth Lujza (1815-1902), Kossuth Lajos testvére. Apai nagyszülei Ruttkay József és Zipszer Karolina voltak. Nagybátyja, alsó- és felsőruttkai Ruttkay Károly (1816-1848) 1848-as honvédfőhadnagy volt. Ruttkayné korán özvegy maradt három fiával, s a család a szabadságharcban való közvetlen érintettsége miatt fiaival kivándorolt Amerikába. Ruttkayné legidősebb fia, Ruttkay Károly végigharcolta a magyar szabadságharcot, s a szabadságharc bukása után hamarosan életét vesztette betegségben.
Ruttkay Albert részvétele az amerikai polgárháborúban a 3. Néger Nehéztüzérségnél kezdődött. Asbóth Sándor tábornok alatt szolgált Gaál Sándorral, Mészáros Imrével és Rombauer Rolanddal. Ephraim W. Woodman ezredes mellett ő volt az első floridai lovasezred őrnagya. 1864 szeptemberében Asbóth Sándorral és unokafivérével, Zsulavszky Lászlóval részt vett a Choctawhatchee-öböl melletti harcokban, s ott sok foglyot ejtettek.
A. B. Sparling alezredes abban a jelentésben, amelyet a Pine Barren Bridge expedícióról küldött J. Bailey brigadéros tábornokhoz 1864. november 18-án Barrancasból dicsérettel emlékezett meg Ruttkay Albert őrnagy katonai kvalitásairól.
Edward Richard Sprigg Canby (1817-1878) dandártábornok 1865. április 24-én Nathaniel P. Banks (1816-1894) dandártábornok, az Army of the Gulf parancsnokának vezérkarába osztotta be Ruttkay Albertet. Az Army of the Gulf uniós hadsereg az Öböl államokban harcolt (Louisiana és Alabama). Ruttkay 1865. május 31-én szerelt le.
A polgárháború után Ruttkay Albert a gyapotüzlet terén működött Texasban, megalapította a Ruttkay and Co. céget. A texasi Houstonban érte a halál 1888. november 12-én. Anyja ekkor éppen Turinban vezette bátyja, Kossuth Lajos háztartását. Ruttkay régi bajtársai, Rózsafy Mátyás, Menyhárt G. János tettek közzé gyászjelentést a New York-i Nemzetőr-ben. E gyászjelentés szövegéből derül ki, hogy Ruttkayné Kossuth Lujza háromból az egyetlen még élő fiát is elvesztette. A gyászjelentést a „Hungarian and American Veterans of 1848 and 1861” nevű egylet elnöke, Semsey Károly, titkára Ludwigh Elek és Ruttkay bajtársai, Mócs József, Mayer A. D., Rózsafy Mátyás, Herzog Fülöp, Dr. Kelemen Attila, Menyhárt G. János, Molnár Adolf, Lázár Jakab, György József stb. írták alá.
Ruttkay özvegye, Laura 1899-ben kérvényezte özvegyi polgárháborús nyugdíját.

## Emlékezete
- Megörökítették nevét a washingtoni Afroamerikai Polgárháborús Emlékmű talapzatán. Az 1997-re elkészült szobrot 1998. július 18-án leplezték le.